# Gynandrobrotica equestris
Gynandrobrotica equestris là một loài bọ cánh cứng trong họ Chrysomelidae. Loài này được Fabricius miêu tả khoa học năm 1787.